# جیانلوکا داوریا
جیانلوکا داوریا (انگلیسی: Gianluca D'Auria؛ زادهٔ ۲۸ اکتبر ۱۹۹۶) بازیکن فوتبال اهل ایتالیا است.